# تیلر مارشال
تیلر مارشال (انگلیسی: Tayler Marshall؛ زادهٔ ۲۵ ژانویهٔ ۲۰۰۰) هنرپیشه اهل بریتانیا است.
وی بازیگر فیلم‌هایی همچون جک غول‌کش (فیلم ۲۰۱۳)، جاستین و شوالیه‌های دلیر و خانواده من بوده است.